# Ostatnia runda
"Ostatnia runda" (tytuł oryg. Último round) – książka argentyńskiego pisarza Julia Cortázara wydana w 1969 roku. Stanowi ona zbiór krótkich form poetyckich, beletrystycznych i publicystycznych. Po doświadczeniach "Gry w klasy" i "62. Model do składania", gdzie rzeczywistość jawiła się jako pasmo zużywających się i przemijających doznań, "Ostatnia runda" jest wynikiem refleksji Cortazara na temat miejsca i roli bohatera w tej rzeczywistości. Choć nadal autor nie stroni od eksperymentów formalnych przejawiających się np. w zabawie słowem traktowanym nie jako znak, lecz jak realny fizyczny przedmiot.
W Polsce książka została wydana po raz pierwszy przez Wydawnictwo Literackie w 1979 r.
Książkę przełożyła na język polski Zofia Chądzyńska.